# إيان تشابيل
إيان تشابيل (بالإنجليزية: Ian Chappell)‏ (و. 1943  م) هو لاعب كريكت، ولاعب كرة قاعدة أسترالي، ولد في Unley, South Australia ‏.

## التعليم
تعلم في Prince Alfred College ‏
.

## جوائز
حصل على جوائز منها:
لاعب كريكت ويسدن للسنة ‏